# Meredith Vieira

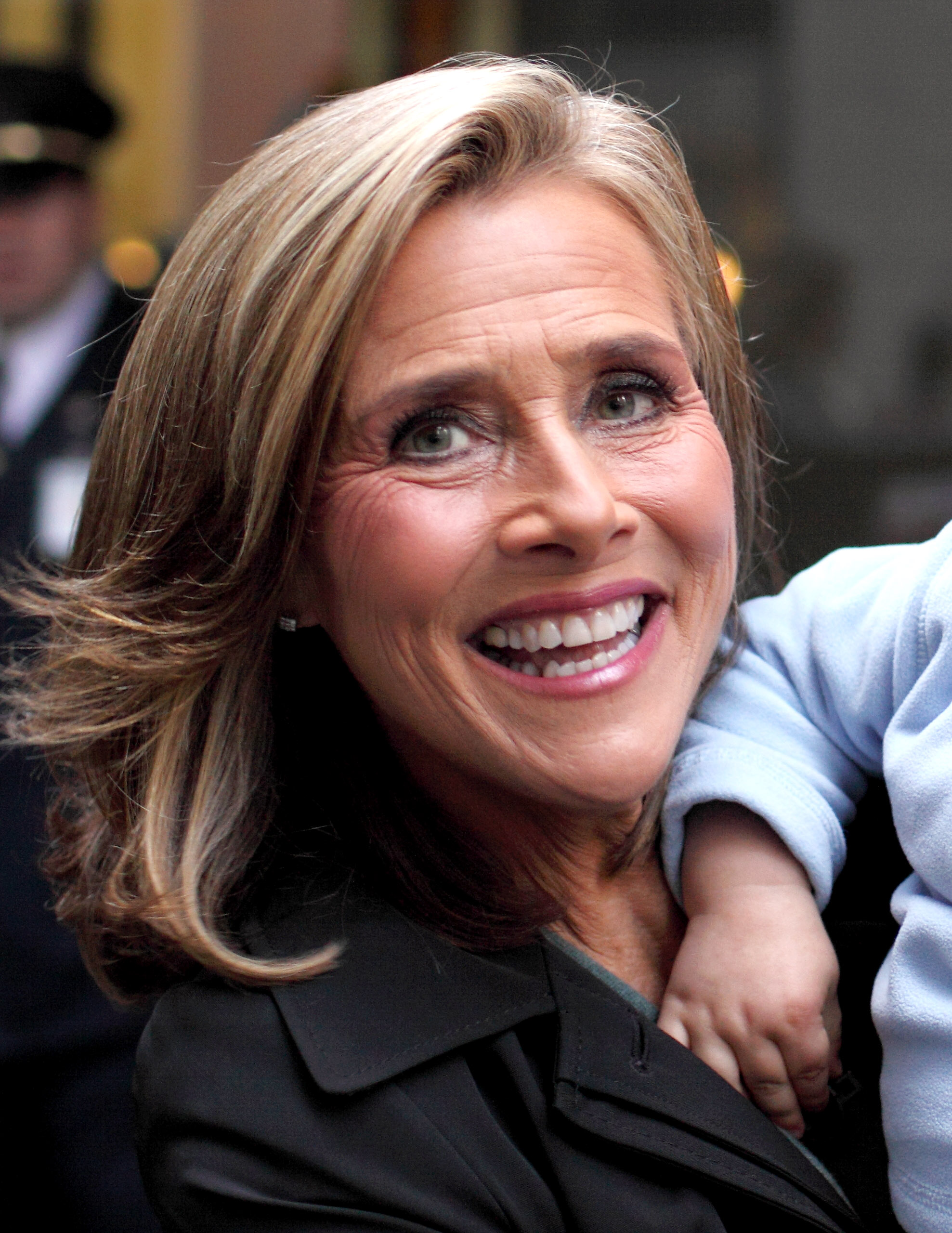
Meredith Vieira (2010)

Meredith Louise Vieira (* 30. Dezember 1953 in Providence, Rhode Island) ist eine US-amerikanische Journalistin und Showmasterin. Im US-Fernsehen moderierte sie die Quiz-Show Who Wants to Be a Millionaire? und war bis Juni 2011 Co-Moderatorin der NBC Today-Show.

## Ausbildung und Beruf
Meredith Vieira wurde als einzige Tochter portugiesischer Auswanderer geboren. Sie ist das jüngste von vier Kindern. Sie besuchte eine Quäker-Schule in Providence. Ihre universitäre Ausbildung schloss sie im Fach Anglistik mit magna cum laude an der Tufts University ab und arbeitete im Anschluss als Nachrichtenansagerin im Hörfunk für den Sender WORC in Worcester im Bundesstaat Massachusetts. Ihre Fernsehkarriere begann als Lokalreporterin und Ansagerin für WJAR-TV in Providence, später bei WCBS-TV in New York City, wo sie zwischen 1979 und 1982 als investigative Journalistin arbeitete.
Als landesweite Reporterin für die CBS gelangte sie von 1982 bis 1984 von Chicago zu Bekanntheit. Später wurde sie Korrespondentin für Newsmagazine wie West 57th (1985–89) und 60 Minutes (1989–91). Ihre letzte Tätigkeit für CBS war von 1992 bis 1993 als Co-Moderatorin der CBS Morning News. Sie wechselte 1993 als Korrespondentin der Sendung Turning Point zur ABC. Die Sendung wurde 1997 eingestellt.
Vieira arbeitete seit der Erstsendung im Jahre 1997 bis zum Frühling 2006 für ABCs als Moderatorin des Magazins The View. Sie nahm bei vielen Themen kein Blatt vor den Mund, selbst bei kontroversen Themen oder ihrem Sexualleben. In einem Interview, welches sie dem Time-Magazin gab, bekannte sie, dass sie seit ihrem Ausscheiden bei The View die Sendung, bis auf eine Ausnahme – den Abschied von Moderatorin Star Jones – nicht mehr angesehen habe. Sie sei stolz auf die Arbeit, die man gemacht habe, aber es seien schwierigen Zeiten für die Sendung. Sie sei zu einem Witz geworden. Kurz nach diesem Interview korrigierte sie ihre Aussage in der New York Post dahingehend, dass nicht The View selbst ein Witz sei. Das Interview sei aus dem Zusammenhang zitiert und ihre Äußerungen sollten keine Geringschätzung darstellen.
1999, begann sie für den Sender Lifetime Television die Sendung Intimate Portrait zu moderieren, welche das Leben von Frauen aus den Bereichen Kunst, Unterhaltung, Wirtschaft, Wissenschaft, Journalismus und Sport darstellte.
Von 2002 bis 2013 war Vieira Showmasterin der US-Version der Spielshow Who Wants to Be a Millionaire?, die zuvor von Regis Philbin moderiert wurde und zwischenzeitlich schon eingestellt worden war. Sie wurde dafür mit einem Emmy Award als Outstanding Game Show Host ausgezeichnet. Im Sommer 2013 wurde Vieira von Cedric the Entertainer als Moderator von Who Wants to be a Millionaire abgelöst, da sie sich anderen Projekten zuwenden wollte.
Am Tag nachdem Katie Couric bekannt gab (April 2006), dass sie die Moderation der Today-Show aufgeben würde, erhielt Vieira ein Angebot von NBC, Courics Nachfolgerin zu werden, welches sie annahm. Am folgenden Tag kündigte Vieira ihren Rückzug von The View an. Ihren Job als Showmasterin für Who Wants to Be a Millionaire? gab sie nicht auf. Meredith Vieira moderierte die Today-Show als Co-Moderatorin von Matt Lauer vom 13. September 2006 bis zum 8. Juni 2011.

## Beruf und Familie
Vieira wechselte 1989 nach der Geburt ihres ersten Kindes zu 60 Minutes. Don Hewitt, Produzent von 60 Minutes, gestattete ihr dazu, für die Dauer von zwei Staffeln in Teilzeit zu arbeiten, damit sie sich besser um ihr Kind kümmern konnte. Danach sollte sie wieder Vollzeit arbeiten. Nach zwei Jahren wurde Vieira jedoch erneut schwanger und bat darum, weiterhin Teilzeit arbeiten zu können, was Hewitt jedoch ablehnte und jemanden in Vollzeit anstellte. Ihr Abschied und die Umstände, die dazu geführt hatten, kamen in die Schlagzeilen und lösten eine landesweite Diskussion über die Vereinbarkeit von Familie und Beruf aus. Ein Angebot als Co-Moderatorin der Early Show auf CBS oder als Moderatorin von Good Morning America auf ABC lehnte sie ab.
Vieira hat die Umstände und Erlebnisse in dem Buch Divided Lives: The Public and Private Struggles of Three American Women von Elsa Walsh geschildert.

## Privatleben
Vieira ist seit dem 14. Juni 1986 mit dem CBS-Journalisten und Emmy-Gewinner Richard Cohen verheiratet. Sie haben drei gemeinsame Kinder und leben in Westchester County im Bundesstaat New York. Cohen leidet seit seinem 25. Lebensjahr an Multipler Sklerose. 1999 wurde er wegen Darmkrebs behandelt.